# Agrihan

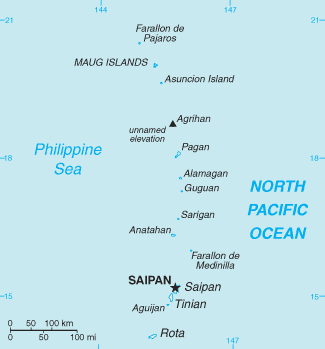
Nordmarianerna

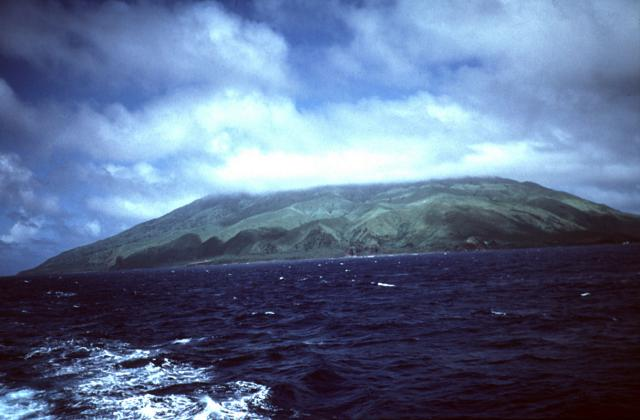
Agrihan

Agrihan (chamorro Agrigan, tidigare Grigan) är en ö i Nordmarianerna i västra Stilla havet.

## Geografi
Agrihan är en ö bland Nordmarianerna och ligger cirka 395 km norr om huvudön Saipan och cirka 600 km nordöst om Guam. Geografiskt ligger ön i Mikronesien.
Ön är av vulkaniskt ursprung och har en sammanlagd areal om ca 47 km² med en längd på ca 9,5 km och ca 6,5 km bred. Den högsta höjden är den vulkanen Mount Agrihan på ca 960 m ö.h. vilket även är den högsta berget i hela Nordmarianerna. Det finns en liten insjö på öns sydöstra del.
Ön är svårtillgänglig beroende på de branta kustklipporna förutom vid kusten på öns sydvästra del.
Förvaltingsmässigt ingår Agrihan i kommunen Northern Islands Municipality som omfattar alla öar norr om huvudön.

## Historia
Marianerna har troligen varit bebodd av polynesier sedan 1500-talet f Kr. Ögruppen upptäcktes av portugisiske Ferdinand Magellan i mars 1521 som då namngav öarna "Las Islas de Los Ladrones". Öarna hamnade 1667 under spansk överhöghet och döptes då om till "Islas de las Marianas".
Under första världskriget ockuperades området i oktober 1914 av Japan. Japan erhöll förvaltningsmandat över området av Nationernas förbund vid Versaillesfreden 1919. Marianerna ingick sedan i Japanska Stillahavsmandatet.
Agrihans vulkaner hade sitt senaste utbrott 1917 och 1990 fick visade vulkanen åter aktivitet dock utan att få ett utbrott men hela befolkningen evakuerades. Några har åervänt och befolkningen uppgår till cirka 6 invånare.